# Frakk, a macskák réme
A Frakk, a macskák réme magyar papírkivágásos animációs tévésorozat, amelynek forgatókönyvét Bálint Ágnes írta, és a Pannónia Filmstúdió készítette, 1971 és 1985 között. Az animációs játékfilmsorozat rendezői Cseh András és Nagy Pál, producerei Gyöpös Sándor és Kunz Román. A zenéjét Pethő Zsolt szerezte. A sorozat főszereplője Károly bácsi magyar vizslája, Frakk, aki ki nem állhatja Irma néni két macskáját, Lukréciát és Szerénkét. A sorozat négy évadból állt.

## Rövid tartalom
A történet középpontjában a „kutya-macska” barátság áll. Egy kis kertes házban lakik a két elkényeztetett macska, Lukrécia (fekete) és Szerénke (fehér), valamint gazdáik, Irma néni és férje, Károly bácsi. A két macska nemcsak lusta, de szemtelen is, és Irma nénivel ellentétben Károly bácsi nem szíveli túlzottan őket. A baj akkor következik be, amikor Lukrécia elfoglalja Károly bácsi karosszékét. Károly bácsi ettől kezdve egy kutyáról álmodik, aki „rendbe tenné” a két macskát. Ekkor érkezik meg Frakk, egy vizsla, és azonnal megkezdi a két macska nevelését. Így lesz Frakkból „a macskák réme”…

## Főbb szereplők

### Frakk
Egy derék magyar vizsla. Károly bácsi egy régi osztálytársától veszi át, miután az külföldre utazik és nem tud tovább gondoskodni róla. Frakk, a „macskák réme”, mert előszeretettel szedi ráncba Irma néni két lusta macskáját, Lukréciát és Szerénkét. Ha azok rossz fát tesznek a tűzre (ami elég gyakran megesik), Frakk rendületlenül fellép ellenük, és alaposan móresre tanítja őket. Ellenszenve a macskák iránt sokszor megmutatkozik, ugyanakkor az is előfordul, hogy törődést tanúsít irántuk (például kimenti Lukréciát a hó alól, vagy kivezeti a macskákat az erdőből, amikor eltévednek). Vadászkutya lévén imád vadászni, farkasétvágya van. Kedvenc sportja a foci, amit gyakran játszik a szomszéd kisfiúval, Lajcsikával.

### Lukrécia
Kövér, fekete macska. Fondorlatos és ravasz, folyton azon mesterkedik, hogyan tudnának minél több borsot törni Frakk orra alá. 
Frakk megérkezése előtt ő és Szerénke voltak a ház „úrnői”, mivel Irma néni leste minden kívánságukat. Mindketten elkényeztettek és nagyon lusták. Ahol csak tehetik, igyekeznek kibújni a rájuk háruló kötelezettségek elől (például utálnak egerészni). Máskor meg azon fáradoznak, hogy minél több eleséggel tömjék meg a hasukat (az pedig különösebben nem érdekli őket, hogy a gazdáik elől eszik el a falatot). Lukrécia megveti Frakkot, és ugyanolyan ellenszenvvel viszonyul hozzá, mint ő hozzájuk, de azért, ha a vizsla jót cselekszik velük, valahogy mégis meghálálják. Neki és Szerénkének rengeteg kóbor macska barátjuk van, valamint aktív tagjai az Egerészők Egyesületének.

### Szerénke
Kövér, fehér macska, Lukrécia állandó társa. Sok tulajdonsága megegyezik Lukréciáéval (lustaság, falánkság), de csalafinta társával ellentétben, Szerénke nagyon kedves és szelíd, ami a szívén az a száján. Sok esetben nem ért egyet Lukrécia cselszövéseivel, de azért igyekszik mindenben segíteni őt. Frakkal nincs olyan ellenséges viszonyban, mint Lukrécia, de azért ő sem szíveli a vizslát, kivéve, ha Frakk valami jót tesz velük. Lassú és megfontolt járású, és olykor kicsit butácska is. Macska létére tériszonyos, és nem szeret fára mászni.

### Károly bácsi
Teljes nevén (Holdoner Károly)Frakk gazdája, Irma néni férje. Szigorú és következetes. A macskákat nem szereti, mert folyton elfoglalják a karosszékét és eleszik az ételét. Mindig is olyan kutyáról álmodott, ami ráncba szedi a két lusta macskát a háznál, így ő örül a legjobban Frakk érkezésének. Bár folyton azt hangoztatja Irma néninek, hogy elkényezteti a macskákat, később ő is ugyanezt teszi Frakkal. Szereti a csendet és a nyugalmat, szeret újságot olvasni és kertészkedni.

### Irma néni
Teljes nevén (Julisics Irma) Károly bácsi felesége, Lukrécia és Szerénke gazdasszonya. Frakk megérkezése előtt állandóan kényeztette a macskáit, és Frakk érkezése után is igyekszik megvédeni „drága cicuskáit” a vizslától. A macskákhoz szorosabb kapcsolat fűzi, de azért Frakkot is szereti, és nagyon jól gondoskodik róla. Jó feleség és jó gazdasszony. Mos, főz, takarít; vezeti a háztartást, gondoskodik Károly bácsiról, a macskákról, és Frakkról. Sok barátnője van, akiket gyakran meg is vendégel a házában. Károly bácsival már több mint 40 éve házasok, és megtartották a rézlakodalmukat. Nagyon jól játszik hangszereken, főleg zongorán.

## Alkotók
- Rendezte: Cseh András, Nagy Pál
- Társrendezők: Harsági István, Macskássy Gyula, Meszlényi Attila, Imre István, Várnai György
- Írta: Bálint Ágnes
- Zenéjét szerezte: Pethő Zsolt
- Operatőr: Cseh András, Meszlényi Attila, Nagy Pál, Radvány Zsuzsa
- Hangmérnök: Bársony Péter
- Vágó: Czipauer János
- Tervezte: Székely Ildikó, Várnai György
- Grafikai terv és forgatókönyv: Várnai György
- Háttér: Szálas Gabriella
- Rajzolták: Czeglédi Mária, Kiss Bea, Menyhárt Katalin, ifj. Nagy Pál, Somos Zsuzsa
- Munkatársak: Nánási Eta, Völler Ágnes, Zsebényi Béla
- Asszisztensek: Hajnal Kornél, ifj. Nagy Pál, Spitzer Kati
- Színes technika: Dobrányi Géza, Fülöp Géza (az első két évadban), György Erzsébet, Kun Irén
- Felvételvezető: Dreilinger Zsuzsa
- Gyártásvezető: Ács Karola (az első évadban), Bende Zsófi, Doroghy Judit, Magyar Gergely Levente, Mezei Borbála
- Produkciós vezető: Gyöpös Sándor, Kunz Román (az első két évadban)

Készítette a Magyar Televízió megbízásából a Pannónia Filmstúdió

## Szinkronhangok
Főszereplők
- Frakk: Szabó Gyula
- Lukrécia: Schubert Éva
- Szerénke: Váradi Hédi
- Károly bácsi: Rajz János (az első két évadban) / Suka Sándor
- Irma néni: Pártos Erzsi
- Lajcsi: Geszti Péter (3. évadban), Pálok Gábor (4. évadban)
- Micike: Magda Gabi
- Idős hölgy: Bakó Márta, Vay Ilus

Epizódszereplők
- Károly bácsi osztálytársa (a Diadal című részből): Bánhidi László
- Csivava tulajdonos (az Elégtétel című részben): Pethes Sándor
- Egbert (az Egerészni jó című részben): Szatmári István
- Egbert felesége (az Egerészni jó című részben): Esztergályos Cecília
- Pletykás kandúrok (az Ó, mely sok hal... című részből): Kern András, Tahi Tóth László
- Flóri: Somlai Edina
- Dóri: Ábel Anita
- Kivert foxi (Az irigy kutya karácsonya című részben): Pusztaszeri Kornél
- Újságíró: Pathó István

További magyar hangok: Botár Endre, Czigány Judit, Erdődy Kálmán, Faragó Sári, Hacser Józsa, Horkai János, Képessy József, Koroknay Géza, Margitai Ági, Márton András, Miklósy György, Orosz István, Perlaki István, Simon György, Varga T. József, Vay Ilus, Zách János

## Epizódok
| 1. évad (1971) | 2. évad (1972–73) | 3. évad (1978) | 4. évad (1984–85) |
| --- | --- | --- | --- |
| 1. Diadal 2. Éji zene 3. A betegápoló 4. Egerészni jó 5. Fő a kényelem! 6. Árulás 7. Élőkép 8. Éjszaka fényei 9. Szerénke művelődik 10. Egy kis kényeztetés 11. Elégtétel 12. Pancsi-pancsi 13. Bizsu | 1. Karácsonyi angyalkák 2. Macskabál 3. Számtanóra 4. A szomszéd kakas 5. Lábnyomok a vetésben 6. Beteglátogatók 7. A kerékpár 8. Majd mi megmutatjuk 9. A sonka ízű sajt 10. Ó, mely sok hal… 11. A megszokott kerékvágás 12. Kedves emlék 13. Vándorcirkusz | 1. De jó sport a foci 2. Vegyünk neki labdát 3. A művelt eb 4. Egér pongyolában 5. Nyesőolló díszdobozban 6. Egy tollseprű tündöklése 7. Hajrá, vadmacskák! 8. Ki táncol Lukréciával? 9. A falkatárs 10. A csúzli 11. Gumicsont 12. Cinkemama küldi 13. Mit hoz a Télapó? | 1. Rézlakodalom 2. Kolbászkiállítás 3. Régiségek 4. Hol vadász, hol juhász 5. A kiskutya pizsamája 6. Az irigy kutya karácsonya 7. Gyere, kiskutyám! 8. A gyűjtemény 9. Zöld erdőben jártam 10. Kis kacsa fürdik 11. Csónaktúra 12. Egy cica… két cica… 13. Oh, az édes otthon |

## Az évadokról
- A rajzfilmsorozat összesen négy évadból áll, és minden évad 13 epizódot foglal magába.[1]
- Az első évad első epizódját 1972. december 23-án mutatták be a Cicavízióban, szombat esti időpontban.
- A második évad első része szintén a Cicavízióban került bemutatásra, szombat esti időpontban, 1973. november 10-én.
- A harmadik évad első részét 1979. december 29-én mutatták be, szintén szombaton.
- 1987 januárjában megismételték a rajzfilmsorozat mindhárom évadát, ezen epizódokat szintén szombatonként sugározták.
- A negyedik évad első epizódja ugyancsak 1987-ben került képernyőre, október 3-án.

## A rajzfilm zenéje
A főcímdalt Pethő Zsolt szerezte, akárcsak az epizódok aláfestő zenéjét. A rajzfilm szignálját a Stúdió 11, a Magyar Rádió könnyűzenei együttese játszotta fel. Az epizódok alatt hallható aláfestő zenéket egy Hammond-orgona szolgáltatja. E zenék ugyancsak Pethő Zsoltnak köszönhetőek, ugyanis ő volt az, aki az orgonánál ülve, a rajzfilmet nézve végigjátszott egy-egy epizódot. Az orgona mint aláfestő zenét szolgáltató egyetlen hangszer Szabó Sipos Tamás rajzfilmrendező Magyarázom a mechanizmust című sorozatának köszönhetően terjedt el, 1968-tól. Az említett orgonát az 1970-es években vásárolták, ma a budaörsi katolikus templomban hallható.

## Könyvek
- Bálint Ágnes: Frakk, a macskák réme. Budapest: Móra Kiadó, 1973 ill. (További kiadások ISBN 963-11-7424-7; ISBN 963-11-7527-8; ISBN 963-11-7662-2; ISBN 963-11-8021-2; ISBN 963-11-8207-X; ISBN 978-963-11-8544-7)

Tartalom
Irma néni két kövér macskája – Lukrécia és Szerénke – boldogan élnek egy kis kertes házban. A két elkényeztetett macska mellett Károly bácsi egy kutyáról álmodozik. Egyszer csak valóban megjelenik egy kutya, történetesen Frakk, a magyar vizsla. Ezzel kezdetét veszi a kutya és macskák közötti folyamatos háború…
A 7. kiadásnál tartó könyv illusztrációit Várnai György készítette.
- Bálint Ágnes: Frakk és a foci. Budapest: Móra Kiadó, 1979 ill. ISBN 963-11-1521-6 (További kiadások ISBN 963-11-7471-9; ISBN 963-11-7703-3; ISBN 963-11-8065-4; ISBN 963-11-8217-7)

Tartalom
Károly bácsi beíratja Frakkot a kutyaiskolába, Irma néni pedig vesz neki egy pirospöttyös labdát. Károly bácsi azonban már öreg a kutyaiskolához és a labdázáshoz, így ezeket a feladatokat a szomszéd fiú vállalja magára.
A könyvet ugyancsak Várnai György rajzai díszítik.
- Bálint Ágnes: Az irigy kutya karácsonya: mese a Frakk, a macskák réme c. filmsorozatból. Budapest: Pannónia Film Váll., 1987 ill. ISBN 963-7777-18-0

Tartalom
A karácsonyi bevásárlás izgalmában Károly bácsi elfelejt túrót venni a madaraknak. Míg ő visszamegy a boltba, Frakk találkozik egy öreg nénivel, aki meghívja karácsony estére. Frakk közli a nénivel, hogy van gazdája. Hazaérvén a bevásárlásból, Frakk előkotor egy velőscsontot, és a két macska érdeklődésére elmondja, hogy hamutartót készít belőle Károly bácsinak, karácsonyi ajándék gyanánt. Közben Irma néni túrót visz ki a rigóknak, de a túrót Frakk eszi meg. Lukrécia és Szerénke árulkodik Frakkra. Irma néni túrót ad Frakknak, hogy ne egye meg a madarak elől, majd újabb adagot visz a rigóknak. Frakk azonban azt is befalja. Ezután csak azt hallja mindenkitől: „Irigy kutya!”. Elérkezik a karácsonyeste, mindenki örül az ajándékoknak. Frakk egy kosár kolbászt kap. Az este során Irma néni felveti, hogy milyen rossz lehet egyedül tölteni a karácsonyt. Frakknak eszébe jut az öreg néni és elrohan a kosár kolbásszal. Az utcán senki sem jár, Frakk csak kóbor kutyákkal találkozik, akik követik a kolbász illatát. Frakk az öreg néni házához vezeti a kutyákat, aki örömmel veszi tudomásul, hogy mégsem kell egyedül töltenie a karácsony estét, Frakk pedig az éhes kutyáknak adja a kolbászt, majd hazamegy. Otthon Károly bácsi várja, kezében a Frakk által készített hamutartóval…
- Bálint Ágnes: Zöld erdőben jártam… : mese a Frakk, a macskák réme c. filmsorozatból. Budapest: Pannónia Film Váll., 1987 ill. ISBN 963-7777-09-1

## DVD kiadás
A rajzfilmsorozat első és harmadik évada megjelent VHS kazettán, később pedig DVD-n is kiadták, majd megjelent a maradék két évad is DVD-n. Mind a négy évad 13 epizódot tartalmaz.

### Frakk, a macskák réme
A DVD 2004. június 1-jén jelent meg a MOKÉP videó gondozásában. Érdekesség, hogy az epizódok rossz sorrendben kerültek a lemezre: a Diadal című első rész, amelyben Frakk Károly bácsiékhoz kerül, itt a hetedik.
Jellemzők:
- Hang: magyar (DD 2.0)
- Kép: 1,33:1 (4:3)
- Régiókód: 2
- Hossza: 101 perc

| Epizódlista |  |
| --- |  |
| 1. De jó sport a foci 2. Vegyünk neki labdát 3. Művelt eb 4. Egér pongyolában 5. Nyesőolló díszdobozban 6. Egy tollseprű tündöklése 7. Hajrá vadmacskák! 8. Ki táncol Lukréciával? 9. A falkatárs 10. A csúzli 11. Gumicsont 12. Cinke mama küldi 13. Mit hoz a Télapó? |  |

### Frakk, fő a kényelem
A DVD 2005. november 22-én jelent meg, ugyancsak a MOKÉP videó gondozásában.
Jellemzők:
- Hang: magyar (DD 2.0)
- Kép: 1,33:1 (4:3)
- Régiókód: 2
- Hossza: 81 perc

| Epizódlista |  |
| --- |  |
| 1. Éji zene 2. A betegápoló 3. Egerészni jó 4. Fő a kényelem 5. Árulás 6. Élőkép 7. Diadal 8. Éjszaka fényei 9. Szerénke művelődik 10. Egy kis kényeztetés 11. Elégtétel 12. Pancsi-pancsi 13. Bizsu |  |

### Frakk, macskabál
A DVD 2009. április 21-én jelent meg, ugyancsak a MOKÉP videó gondozásában.
Jellemzők:
- Hang: magyar (DD 2.0)
- Kép: 1,33:1 (4:3)
- Régiókód: 2
- Hossza: 88 perc

| Epizódlista |  |
| --- |  |
| 1. Karácsonyi angyalkák 2. Macskabál 3. Számtanóra 4. Majd mi megmutatjuk 5. A sonkaízű sajt 6. A szomszéd kakas 7. Vándorcirkusz 8. Kedves emlék 9. Lábnyomok a vetésben 10. Beteglátogatók 11. A kerékpár 12. Ó, mely sok hal 13. A megszokott kerékvágás |  |

### Frakk, kolbászkiállítás
A DVD 2009. április 21-én jelent meg, ugyancsak a MOKÉP videó gondozásában.
Jellemzők:
- Hang: magyar (DD 2.0)
- Kép: 1,33:1 (4:3)
- Régiókód: 2
- Hossza: 101 perc

| Epizódlista |  |
| --- |  |
| 1. Csónaktúra 2. Egy cica... két cica... 3. Oh, az édes otthon 4. Rézlakodalom 5. Kolbászkiállítás 6. Régiségek 7. Hol vadász, hol juhász 8. A kiskutya pizsamája 9. Az irigy kutya karácsonya 10. Gyere, kiskutyám! 11. A gyűjtemény 12. Zöld erdőben jártam 13. Kis kacsa fürdik |  |

## Érdekességek
- A szereplőket az írónő az életből vette; Bálint Ágnes orvos vejének, dr. Sárvári Andrásnak volt egy vizslája. A kutya azután került a családhoz, hogy a vő Bálint Ágnesékhez költözött. Dr. Sárvári András egy kórház udvarán látta meg a kísérletezés céljából odaszállított állatot. Megsajnálta és egy százasért megvásárolta a sintértől. Lukrécia és Szerénke pedig az írónő két macskája volt, és akárcsak a mesében, a való életben is gyakran kaptak hajba a kedvencek.[forrás?]
- Lajcsika, a szomszéd kisfiú, Frakk barátja, ugyancsak létező személy (Kiss Lajos), aki a vecsési Andrássy telepi általános iskolába járt anno. Gyakran járt át Ági néni veje hasonló korú lányához (Barbarához), játszani és természetesen a két macskával és Frakk-kal is. Elmondásai szerint az írónő szívesen kínálta sütijeivel és szörpjeivel, miközben kopogtatta írógépét a teraszon.[forrás?]
- Frakk nemcsak hogy létezett, de nevét is egy létező kutyáról kapta. Bálint Ágnes édesanyja gyakorta mesélt szomszédjuk vizslájáról, akit Frakknak hívtak. A kutya időnként átszökött hozzájuk, és mindenféle galibát okozott. Innen származik a rajzfilmsorozat főszereplőjének neve.[1]
- A rajzfilmnek született színpadi változata is, amelyet a Fogi Színház előadásában tekinthetett meg a közönség. A zenés változat ugyancsak Frakk és a két macska állandó harcáról szól, amely a végén komoly tanulsággal is szolgál: „Az ellenségekből lesznek a legjobb barátok!”[4]
- A rajzfilm főcímdalában kezdetben azt láttuk, ahogyan Frakk vakkant a kutyaházban, később a rajzfilmsorozat új főcímet kapott,[5] ebben már az látható, ahogy Frakk kergeti Szerénkét és Lukréciát.
- A rajzfilmsorozat ún. papírkivágásos technikával készült, amelynek lényege, hogy egy adott figurának megvan a sajátos „készlete” (testrészek, fejek, lábak, karok), amelyek tetszés szerint változtathatóak. Tehát ha egy szereplőnek például új arckifejezésre van szüksége, egyszerűen ki kell cserélni a fej darabkáját a megfelelő arckifejezést tartalmazó papírkivágásra.
- [1]A másik érdekesség pedig az ahogy haladunk előre egyes epizódokon keresztűl, Károly bácsi nyakkendője egyre sötétebb tónust vesz fel ahogy mennek az események.
- A házasspárnak a sorozatban összesen 2 televiziójuk volt egyet a férje dühében  megsemísített a,, De jó Sport ez a foci" epizódjában.Feltehető a gombok alapján hogy egy Delta Orion tévé volt.Az epizód második évadjában már a házaspár egy Videoton televíziót vásárolt ami megmaradt végig.